# Японское поселение в Кирибати
Японское поселение в Кирибати восходит к XX веку, когда японские рабочие были наняты для работы на фосфатных рудниках Кирибати. По сравнению с другими микронезийскими странами, которые попали под японское управление в первой половине XX века, большинство японцев состояло из временных рабочих, и лишь немногие поселились в Кирибати. С тех пор как Кирибати стала независимой страной в 1978 году, несколько групп японцев также поселились в Кирибати на постоянной основе и заняли важные посты в гильбертезском обществе.

## История
Первые японцы прибыли на остров Банаба для работы механиками по указанию Pacific Phosphate Company в 1905 году. Японские рабочие были также прибывали на острова с начала 1910-х годов, так как компания столкнулась с трудовыми проблемами с рабочими островов Гилберта и Китая. Японские торговцы из Торговой компании Южных морей (Nanyo Boeki Kaisha) также начали посещать острова Гилберта в начале Первой мировой войны. Британская колониальная администрация разрешила торговой компании открыть филиал в Бутаритари в 1915 году, но ей было запрещено заниматься торговлей в других частях островов Гилберта или Эллис. Японские бизнесмены взяли на себя управление торговлей копрой на островах Гилберта после того, как другая компания, On Chong, столкнулась с финансовыми проблемами. Постоянный агент Торговой компании «Южные моря» Чосито Канзаки был размещен в филиале компании в Бутаритари. В течение нескольких лет после того, как Канзаки обосновался на островах, он женился на двух женщинах, уроженках островов, Лине Мюллер в 1919 году и Марии Митчелл несколько лет спустя. Между обеими женами у Канзаки было несколько детей, и он часто осуществлял свою деятельность между Кирибати и Джалуитом на Маршалловых островах.
Несколько японцев проживали с Канзаки на временной основе в межвоенные годы. Когда японцы вторглись в Кирибати в декабре 1941 года, Канзаки и его помощник Сузуки были единственными гражданами Японии, проживающими в Кирибати. Канзаки был нанят в качестве переводчика и офицера связи для японской армии, и мобилизовал мужчин островов для работы в качестве рабочих для поддержки военных действий Японии. Японская военная администрация также привлекла окинавских рабочих, которые были призваны для строительства военно-морских объектов вокруг островов. Около 5000 японцев были размещены на Тараве и Макине и состояли в основном из служащих военного флота, а также из нескольких поселенцев. Возник минимальный противоречивый контакт между японскими солдатами и женщинами островов, поскольку Канзаки и мужчины островов помогли облегчить строгие правила, чтобы минимизировать контакт между женщинами островов и японскими солдатами. После капитуляции Японии проживающие на островах японцы были быстро репатриированы.
Японские рыбаки начали ловить тунца в Кирибати с конца 1970-х годов и, как сообщается, иногда вступают в беспорядочные связи с местными проститутками в Бетио. Несколько японских граждан также обосновались в Кирибати и приобрели гражданство островов с 1980-х годов. Многие из этих поселенцев заняли лидирующие позиции в гильбертезском обществе и женились на женщинах островов, в частности на Кентаро Оно, которая занимала пост президента Торговой палаты Кирибати.